# 默克罗夫特 (怀俄明州)
默克罗夫特（英語：Moorcroft），是美国怀俄明州克鲁克县（Crook）下属的一座城市。该市的人口在2000年为807人，2010年有1,009，2011年则估计有1,013人。